# Гунгнір

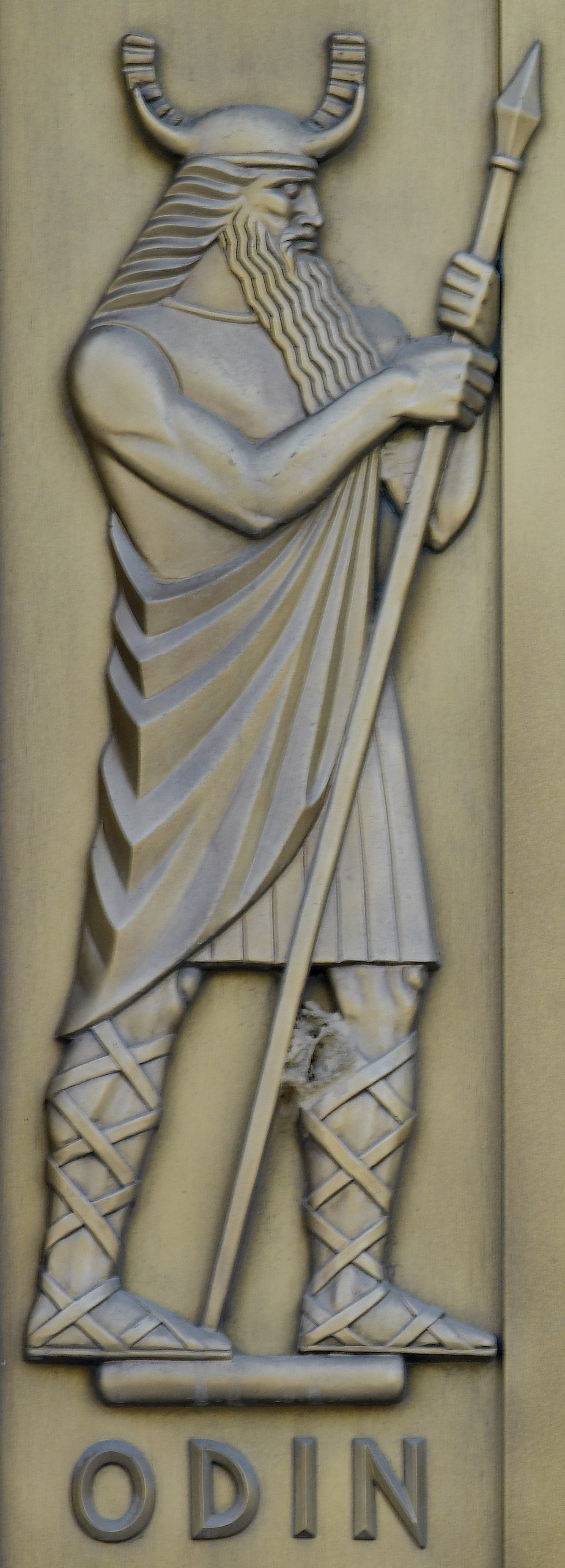
Лі Лорі, Одін (1939). Бібліотека Конґресу (Будівля Джона Адамса), Вашинґтон

Гунгнір — у скандинавській міфології спис Одіна, який виготовив гном Двалін. Локі отримав його від гномів як часткове відшкодування за викрадення волосся Сіф. У битві Гунгнір ніколи не хибить та завжди повертається в руку власника.
Представлений рунічним символом Gar.